# Chinwe Okoro
Chinwe Okoro (sinh ngày 20 tháng 6 năm 1989) là một vận động viên điền kinh người Nigeria thi đấu môn bắn súng và ném đĩa Cô là nhà vô địch châu Phi ba lần và giữ kỷ lục Nigeria về số lần ném đĩa ở 59.79 m (196 ft 13⁄4 in).

## Sự nghiệp
Okoro lớn lên ở Kentucky, học trung học ở Russell và có hai quốc tịch Mỹ gốc Nigeria. Cô theo học Đại học Louisville và kết hợp các môn điền kinh và học thuật như một sinh viên-vận động viên. Cô đã giành được danh hiệu đàn em người Mỹ trong loạt bắn năm 2008 và là một người Mỹ gốc NCAA năm 2011. Thành tích cao trong các nghiên cứu vật lý trị liệu của cô đã khiến cô trở thành Hội nghị Big East All-Academy năm lần và sau đó cô đã giành được học bổng Michael Hale để tiếp tục học tập thông qua tiến sĩ tại Đại học Bellarmine.
Cuộc thi quốc tế đầu tiên của cô đến tại Giải vô địch thế giới thiếu niên năm 2008 về điền kinh, nơi cô đã hoàn thành thứ mười trong nội dung bắn súng. Huy chương cao cấp đầu tiên của cô theo sau tại Giải vô địch châu Phi năm 2012 về điền kinh, nơi cô đã giành được đĩa ném và là á quân của Vivian Chukwuemeka trong cú bắn trong một cuộc càn quét huy chương ở Nigeria. Chukwuemeka sau đó đã bị loại vì doping, tuy nhiên, giúp Okoro hai lần là nhà vô địch tại sự kiện.
Okoro đã bỏ lỡ mùa giải 2013 nhưng đã trở lại được cải thiện vào năm sau đó và bảo vệ thành công danh hiệu cá dĩa của cô tại Giải vô địch châu Phi 2014 về điền kinh với thành tích vô địch và cú ném tốt nhất cá nhân 59.79 m (196 ft 13⁄4 in). Cô lại là á quân trong loạt bắn, với Auriol Dongmo Mekemnang của Cameroon là nhà vô địch của phụ nữ trong dịp đó. Cô đại diện cho châu Phi trong cả hai sự kiện ném tại Cúp lục địa IAAF 2014, được tổ chức một tháng sau đó tại cùng một địa điểm ở thành phố Strasbourg, và là lần thứ sáu về bắn súng và thứ bảy ở cá dĩa.
Okoro đủ điều kiện cho Thế vận hội Rio 2016 với tỷ lệ ném 61,58. Cô đại diện cho Nigeria trong môn ném đĩa và hoàn thành thứ 14 trên 34.

## Thành tích cá nhân tốt nhất
- Bắn đặt: 17.39 m (57 ft 01⁄2 in) (2012)
- 61.58 m (202 ft 01⁄4 in) đĩa: 61.58 m (202 ft 01⁄4 in) (2016) NR

## Giải đấu quốc tế
| Năm  | Giải đấu                   | Địa điểm               | Thứ hạng | Nội dung     | Chú thích  |
| ---- | -------------------------- | ---------------------- | -------- | ------------ | ---------- |
| 2008 | World Junior Championships | Bydgoszcz, Poland      | 10th     | Shot put     | 15.18 m    |
| 2012 | African Championships      | Porto Novo, Benin      | 1st      | Shot put     | 16.21 m    |
| 2012 | African Championships      | Porto Novo, Benin      | 1st      | Discus throw | 56.60 m    |
| 2014 | African Championships      | Marrakesh, Morocco     | 2nd      | Shot put     | 16.40 m    |
| 2014 | African Championships      | Marrakesh, Morocco     | 1st      | Discus throw | 59.79 m CR |
| 2014 | IAAF Continental Cup       | Marrakesh, Morocco     | 6th      | Shot put     | 16.35 m    |
| 2014 | IAAF Continental Cup       | Marrakesh, Morocco     | 7th      | Discus throw | 52.30 m    |
| 2016 | Olympic Games              | Rio de Janeiro, Brazil | 14th (q) | Discus throw | 58.85 m    |
| 2018 | African Championships      | Asaba, Nigeria         | 2nd      | Discus throw | 57.37 m    |